# Nitrofurantoïne
Nitrofurantoïne is een antibioticum (een bacteriedodend middel) dat wordt gebruikt bij het bestrijden van urineweginfecties. Het middel is sinds 1953 internationaal in de markt en wordt in Nederland onder de merknamen Furabid en Furadantine verkocht.
De stof is opgenomen in de lijst van essentiële geneesmiddelen van de WHO.

## Indicaties
Nitrofurantoïne wordt sterk uitgescheiden door de nieren en bereikt dus grote concentraties in de urine. Het dringt bijna niet door in de weefsels. Dit maakt dat nitrofurantoïne alleen bij ongecompliceerde urineweginfecties wordt gebruikt. Ongecompliceerde urineweginfecties zijn infecties waarbij het micro-organisme enkel aan het epitheel van de urinewegen hecht en er dus geen sprake is van binnendringing in de weefsels, zoals kan worden vermoed als er ook koorts bestaat. Verder wordt nitrofurantoïne in eerste instantie alleen gebruikt bij patiënten zonder extra risico op complicaties. Dit houdt in dat het als eerste keus bij verder gezonde vrouwen, ouder dan 12 jaar, wordt gebruikt. Bij andere patiënten wordt meestal een ander antibioticum voorgeschreven. Bij zwangere vrouwen is dit middel eerste keus, voor een kuur van 7 dagen, als zij tenminste niet bijna moeten bevallen.
Naast de behandeling van urineweginfecties wordt nitrofurantoïne ook uit voorzorg (profylactisch) gebruikt bij het aanbrengen van een urinewegkatether of chirurgische ingrepen aan de urinewegen. Ook vrouwen die vaak urineweginfecties hebben (meer dan 6 per jaar) kunnen uit voorzorg nitrofurantoïne slikken.
Nitrofurantoïne is alleen op recept beschikbaar in capsules van 50 en 100 mg, capsules met gereguleerde afgifte van 100 mg en een suspensie van 10 mg/ml; 100 ml.

## Bijwerkingen
Nitrofurantoïne kan sommige bijwerkingen veroorzaken. Het meeste komen stoornissen aan het maag-darmkanaal voor, zoals misselijkheid, braken, verminderde eetlust en diarree. Ook hoofdpijn, duizeligheid en slaperigheid komen voor. Er zijn enkele ernstige bijwerkingen die kunnen optreden bij het gebruik van nitrofurantoïne, zoals schade aan zenuwen in armen en benen (perifere polyneuropathie). Dit komt vaker voor bij mensen die een verminderde functie van de nieren of een hogere leeftijd hebben en is soms niet te genezen. Ook kan nitrofurantoïne klachten in de longen veroorzaken, alsook een leverontsteking (hepatitis), het is echter zeer zeldzaam. waarschijnlijk door een allergische reactie. Patiënten kunnen dan last krijgen van koorts, kortademigheid, hoesten en pijn op de borst.

## Interacties
Nitrofurantoïne kan de werking van antibiotica uit de chinolonengroep verminderen. Verder kan het middel probenecide ervoor zorgen dat de nierbuisjes minder nitrofurantoïne in de urine uitscheiden, waardoor de werking wordt verminderd.

## Contra-indicaties
In sommige situaties kan nitrofurantoïne niet worden gebruikt. Sommige mensen zijn overgevoelig voor nitrofuranen. Mensen die een sterk verminderde nierfunctie, anemie, een G6DP-deficiëntie of eerdere ernstige bijwerkingen van nitrofurantoïne kunnen het middel ook beter niet gebruiken.

## Werking
Nitrofurantoïne remt bacteriële enzymen die betrokken zijn bij de Krebs-cyclus, zoals pyruvaat-dehydrogenase, citraat-synthetase en maleaat-dehydrogenase. Hierdoor kan de bacterie niet meer voldoende energie produceren om te groeien en te blijven leven. Het middel werkt tegen gram-positieve en gram-negatieve bacteriën. Sommige bacteriegroepen, zoals Pseudomonas, Serratia en de meeste soorten van Proteus zijn resistent tegen nitrofurantoïne. Nitrofurantoïne werkt beter in zure urine dan in neutrale of alkalische urine.